# Anime, guida al cinema d'animazione giapponese
Anime, guida al cinema d'animazione giapponese è un volume pubblicato nel 1991 dalla Granata Press. Gli autori del volume sono Andrea Baricordi, Massimiliano De Giovanni, Andrea Pietroni, Barbara Rossi e Sabrina Tunesi.

## Contenuto
Il libro presenta sotto forma di scheda tecnica tutte le serie animate giapponesi dalle origini fino al 1988. Per ogni serie animata sono indicati una serie di dati, tra cui anno di creazione, data di messa in onda giapponese e italiana, autori e trama. Si tratta quindi di una sorta di enciclopedia degli anime, consultabile in ordine cronologico. Essendo stato un volume fondamentale in Italia, e tradotto in diversi Paesi del mondo, l'edizione del 2021 è stata aggiornata, riveduta, corretta e ampliata. Grazie a questo Anime resta ancora oggi un punto di riferimento e non si può non riconoscere che fu un libro all'epoca molto atteso dagli appassionati.
La prefazione venne scritta da Gō Nagai, il quale affermò nella stessa che a suo parere questo libro rappresentasse il lavoro più completo mai realizzato al mondo sulle produzioni di anime.
Nel 2013 il volume è stato ripubblicato da Kappalab.
Nel 2021, in occasione del trentennale, Kappalab ha pubblicato una nuova edizione estesa del libro, riveduta, corretta, aggiornata e abbondantemente ampliata, fondamentalmente riscritta dal titolo Anime, guida al cinema d'animazione giapponese, il cui primo volume (1958-1969) analizza i primi dodici anni dell'animazione nipponica.

## Edizioni
- Andrea Baricordi, Massimiliano de Giovanni, Andrea Pietroni, Barbara Rossi e Sabrina Tunesi, Anime: guida al cinema di animazione giapponese, prefazione di Go Nagai, Bologna, Granata Press, 1991, ISBN 88-7248-014-0.
- Andrea Baricordi, Massimiliano de Giovanni, Andrea Pietroni, Barbara Rossi e Sabrina Tunesi, Anime: guida al cinema di animazione giapponese, prefazione di Go Nagai, 2ª ed., Bologna, Kappalab, 2013, ISBN 9788898002597.
- Andrea Baricordi (a cura di), Anime: guida al cinema di animazione giapponese, 1. 1958-1969, Bologna, Kappalab, 2021, ISBN 978-88-85457-41-6.